# 府谷站
府谷站，位于陕西省榆林市府谷县，于1996年启用，是神朔铁路上的车站，由国家能源集团独立管辖。

## 历史
- 于1996年6月13日开始运营。
- 2015年6月30日，本站开行至安康的K8203/2/3次列车，正式开通客运业务，但由于府谷站未接入国铁集团系统，故不可以发售电子车票，搭乘列车旅客需在神木站统一补票。
- 2025年1月27日，府谷站与神木北站正式接入国铁集团售票系统，旅客可直接购买本站始发的电子客票[4]。

## 旅客列车目的地
目前本站开行一对始发终到车，为K8203/8204次列车，运行区间为府谷站至西安站，由西安局集团运营。